# Thon gras

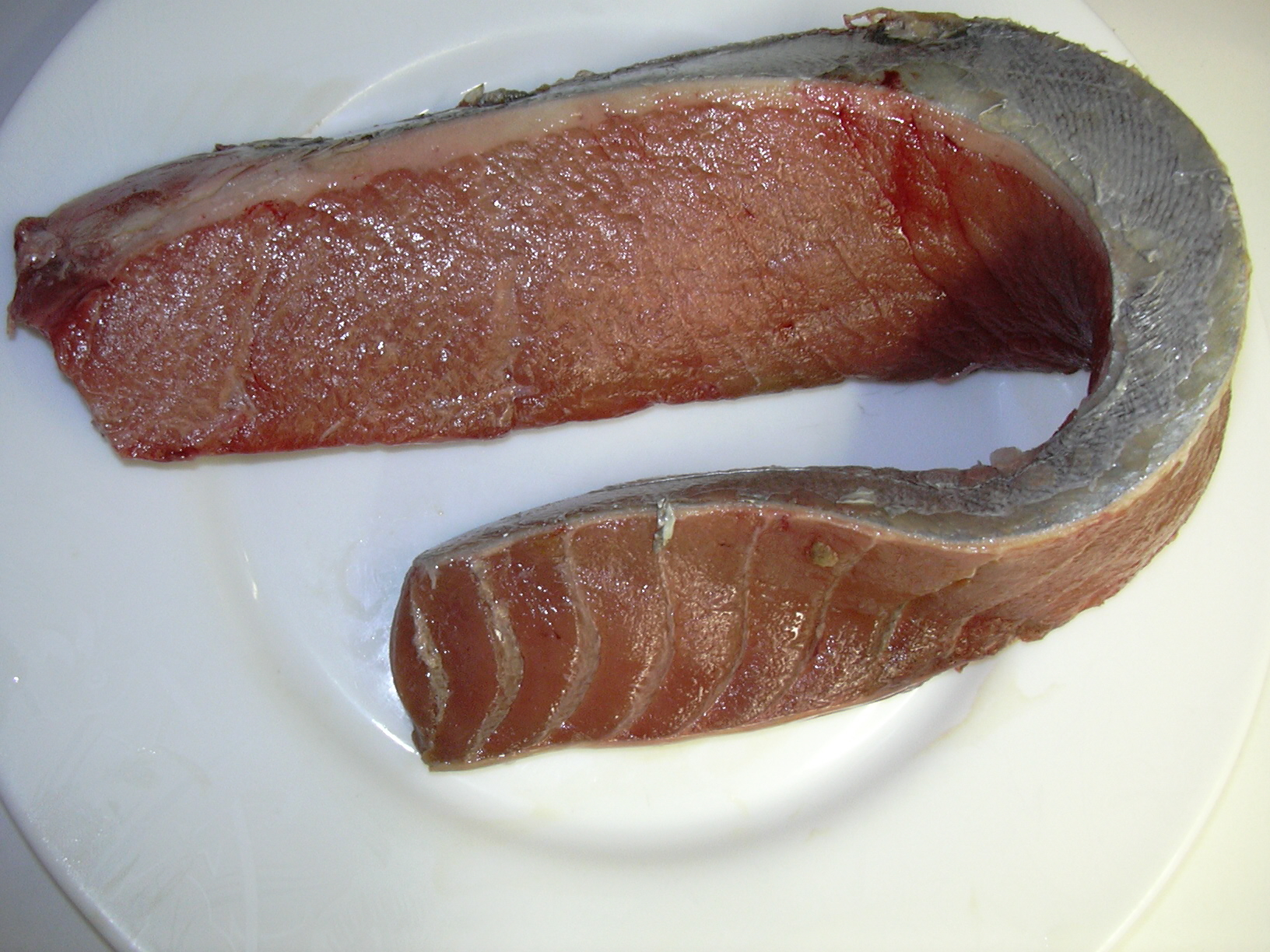
thon gras ou ventrèche

Le thon gras correspond à la partie ventrale des gros thons, notamment des thons rouges, appelée ventrèche dans le sud de la France et toro au Japon.
C'est une viande rouge, alternée avec une structure en bande, blanchâtre, grasse (riche en Oméga-3 et Oméga-6), ce qui donne à l'ensemble un aspect plus rosé. Cette partie du thon comporte plus de 35 % de matière grasse.
On le divise généralement en deux types, selon la teneur en gras : ōtoro (大トロ), le plus gras de couleur rose, et chūtoro (中トロ), moins gras et plus foncé. Les autres morceaux du thon, rouges et peu gras, sont parfois appelés akami (赤身).
Le thon gras peut se manger cru (sushi, sashimi), mariné (vinaigre, citron, saumure) ou cuisiné comme du thon. C'est une viande plus tendre que le thon lui-même, et sa graisse a une bonne valeur nutritive pour l'homme en plus de jouer un rôle favorable dans son métabolisme, allant même jusqu'à avoir un effet hypocholestérolémiant.
De nos jours, le thon rouge ōtoro est extrêmement coûteux, les plats d'ōtoro les plus chers pouvant atteindre près d'un millier d'euros.
Connue depuis l'Antiquité, la ventrèche de thon est rangée par un poète nommé Ériphe au rang des mets dignes des dieux, avec les seiches, la tête de loup et le congre ; les pauvres ne peuvent pas s'en offrir. 